# Sonnenbornbachtal
Koordinaten: 51° 32′ 50″ N, 8° 16′ 12″ O

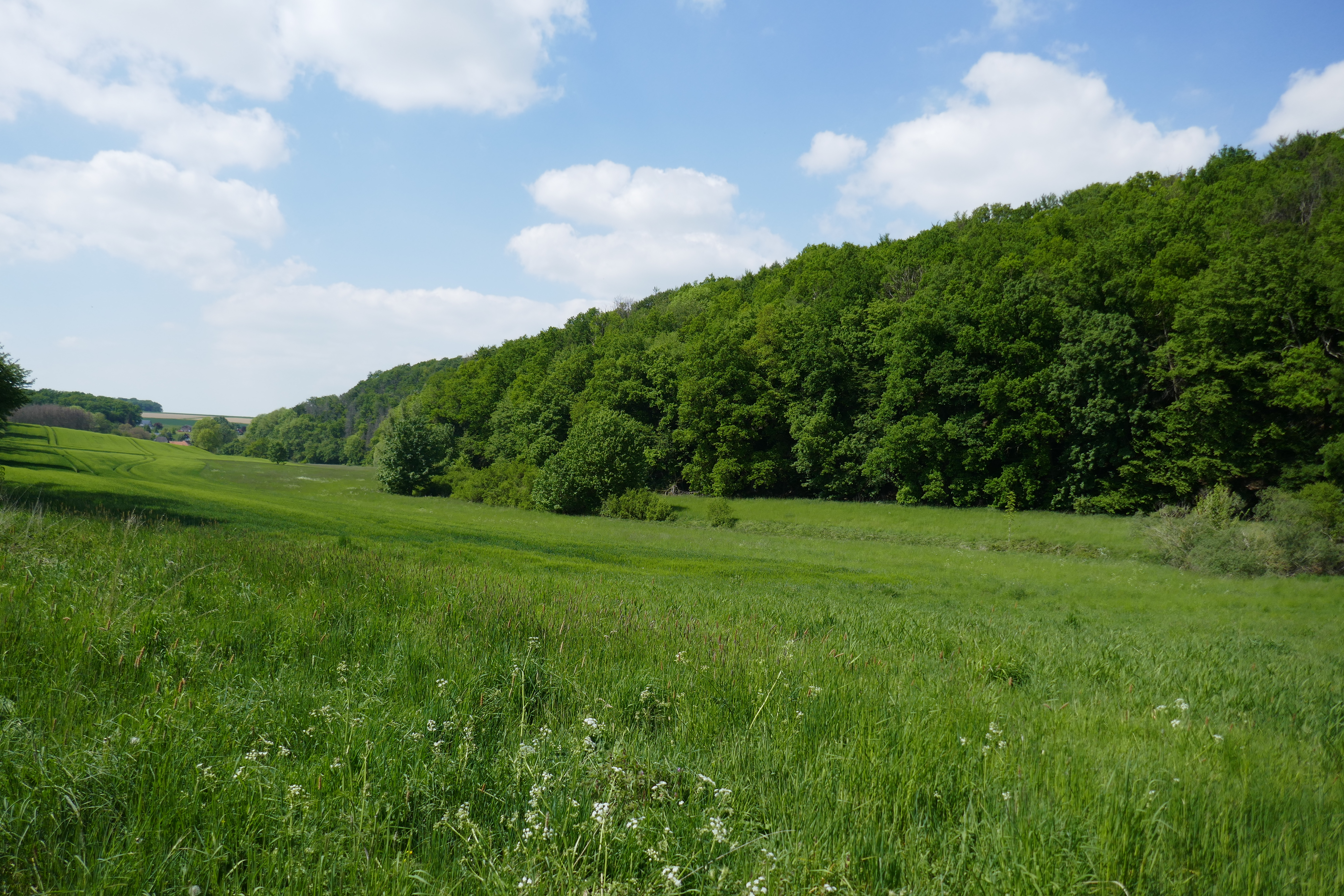
Naturschutzgebiet Sonnenbornbachtal (Mai 2022)

Das Naturschutzgebiet Sonnenbornbachtal liegt auf dem Gebiet der Gemeinde Anröchte im Kreis Soest in Nordrhein-Westfalen. Das aus neun Teilflächen bestehende Gebiet erstreckt sich südwestlich des Kernortes Anröchte und nordwestlich, westlich, südwestlich und südlich des Anröchter Ortsteils Mellrich entlang des Sonnenbornbaches. Am nördlichen Rand des Gebietes verläuft die Landesstraße L 747 und am westlichen Rand die L 748, östlich verläuft die B 55.

## Bedeutung
Das etwa 148,9 ha große Gebiet wurde im Jahr 2016 unter der Schlüsselnummer SO-099 unter Naturschutz gestellt.